# Пешневское сельское поселение
Пешневское се́льское поселе́ние — муниципальное образование в Казанском районе Тюменской области Российской Федерации.
Административный центр — село Пешнево.

## История
Статус и границы сельского поселения установлены Законом Тюменской области от 5 ноября 2004 года № 263 «Об установлении границ муниципальных образований Тюменской области и наделении их статусом муниципального района, городского округа и сельского поселения».

## Население
| 2010 | 2011 | 2012 | 2013 | 2014 | 2015 | 2016 |
| ---- | ---- | ---- | ---- | ---- | ---- | ---- |
| 843  | ↘842 | ↘837 | ↘831 | ↘812 | ↘794 | ↘762 |
| 2017 | 2018 | 2019 | 2020 | 2021 |      |      |
| ↘750 | ↘737 | ↘718 | ↘716 | ↗799 |      |      |

## Состав сельского поселения
| № | Населённый пункт | Тип населённого пункта       | Население |
| - | ---------------- | ---------------------------- | --------- |
| 1 | Копотилово       | деревня                      | 390       |
| 2 | Пешнево          | село, административный центр | 453       |